# Ydral

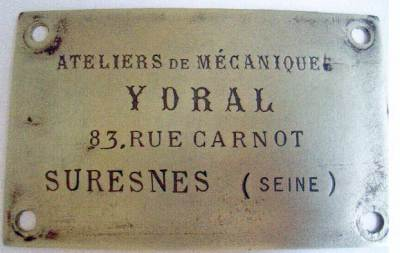
Plaque de la société Ydral à Suresnes

Ydral était un fabricant français de moteurs deux temps basé à Suresnes. L'entreprise fondée en 1923 par M. Lardy va produire de 1947 à 1958 environ 60 000 moteurs 2 temps de 125 et 175 cm3 lesquels vont équiper une multitude de marque de moto, tricycle, scooter ou voiturette. La société Ydral a cessé ses activités en 1981.
Le nom de marque commercial YDRAL est l'anagramme du nom du fondateur de la société M. Lardy.

## Activités

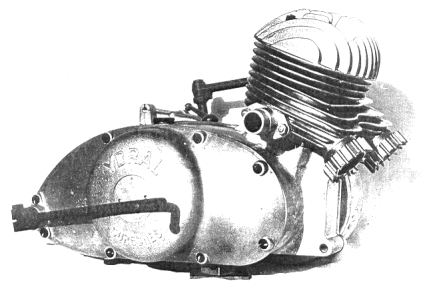
Moteur type L45, 125 cm 2 temps

À l'origine, Ydral est une société de mécanique générale. En 1946, les français ont un besoin croissant de se déplacer facilement ; les constructeurs proposent alors des motos populaires accessibles au plus grand nombre avec une cylindrée de 125 cm3. Ydral se lance dans la fabrication de moteurs 2 temps plus faciles à concevoir et à fabriquer, à l'inverse de son principal concurrent, la société AMC (Ateliers Mécaniques du Centre) spécialiste auvergnat des moteurs 4 temps en 125 cm3, 175 cm3 et 250 cm3. 
L’après-guerre est l'âge d'or de la moto française : il s'agit principalement d'assembleurs qui utilisent un tissu de sous-traitants installés en France.
Réservoirs Mottaz, selles Reydel ou Merat, poignées et cocottes de guidon Saker, carburateurs Gurtner, volants magnétiques ABG, Novi ou Morel....etc. On peut citer AGF (Faizant) Guillier , Follis, Liberia , Mandille et Roux, Bernardet, Scootavia...pour les deux roues et Charles Mochet pour les voiturettes, ainsi que divers constructeurs de petits engins de jardinage et d'agriculture, comme les motobineuses CEMIAC.

### Moteurs Ydral
Ydral met sur le marché un moteur économique 2 temps et 2 vitesses avec des performances plus qu'honorables. Aux premiers essais moto-revue, on enregistre une vitesse de pointe de 95km/h. Le moteur type L45, 125 cm3 2 temps, couramment appelé bi-tubes (sortie à double échappement) est longtemps le produit phare de la marque.

### La disparition d'Ydral
Sous les effets conjugués de la production d'automobiles à grande échelle et de la concurrence des autres pays producteurs de motos dont le Japon, l'essentiel de l'industrie motocyclistes française disparait. Ydral survit quelques années en se reconvertissant dans l'importation de moteurs fixes et dans la distribution de pièces détachées Honda.
L'entreprise cesse ses activités en 1981.

## Palmarès en courses

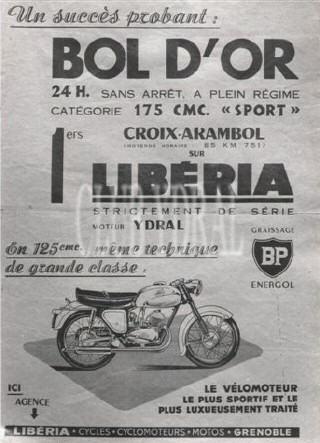
Bol d'Or 1956

La compétition va permettre a YDRAL de développer les performances et la fiabilité de ses moteurs.
Le principal problème des deux temps des années 50 étant le contrôle de température de la bougie (trop chaude, elle perle et perce le piston ; trop froide , elle s'encrasse, surtout avec les forts taux de mélange d'huile de l'époque) , un préparateur coureur de l'époque, Mr Maucourant dessine et fabrique un kit "superculasse" (en fait une culasse à refroidissement amélioré par de larges ailettes, de fabrication assez simple (sur un moteur deux temps, la culasse est un simple couvercle) mais qui améliore beaucoup le fonctionnement et permet l'usage des moteurs Ydral en compétition. L'amélioration des performances des moteurs 2 temps de l'époque est assez simple, par retouche des lumières d'admission, de transfert et d'échappement.

### 1947
En 1947, Ydral fait ses débuts en compétition.

### 1953
1re et 2e place Bol D'Or catégorie 175cm3.

### 1954
1re et 2e place Bol D'Or catégorie 175cm3.

### 1955
En 1955, le modèle officiel de moto du Bol d'Or équipé d'un moteur Ydral, moins révolutionnaire, est plus proche des AGF de série. Georges Agache en est encore le pilote, associé à Dagan, et emporte la première place de sa classe et la quatrième au général, à la moyenne record de 92,901 km/h.

### 1956
En 1956, Daniel Arambol et son équipier Pierre Croix sont victorieux en 175 Sport, sur une Libéria équipée d'un moteur Ydral. Les 2 059,026 km ont été parcourus à la moyenne
de 85,571 km/h ce qui une très elle performance pour une moto pratiquement de série.